# UTC−07:00

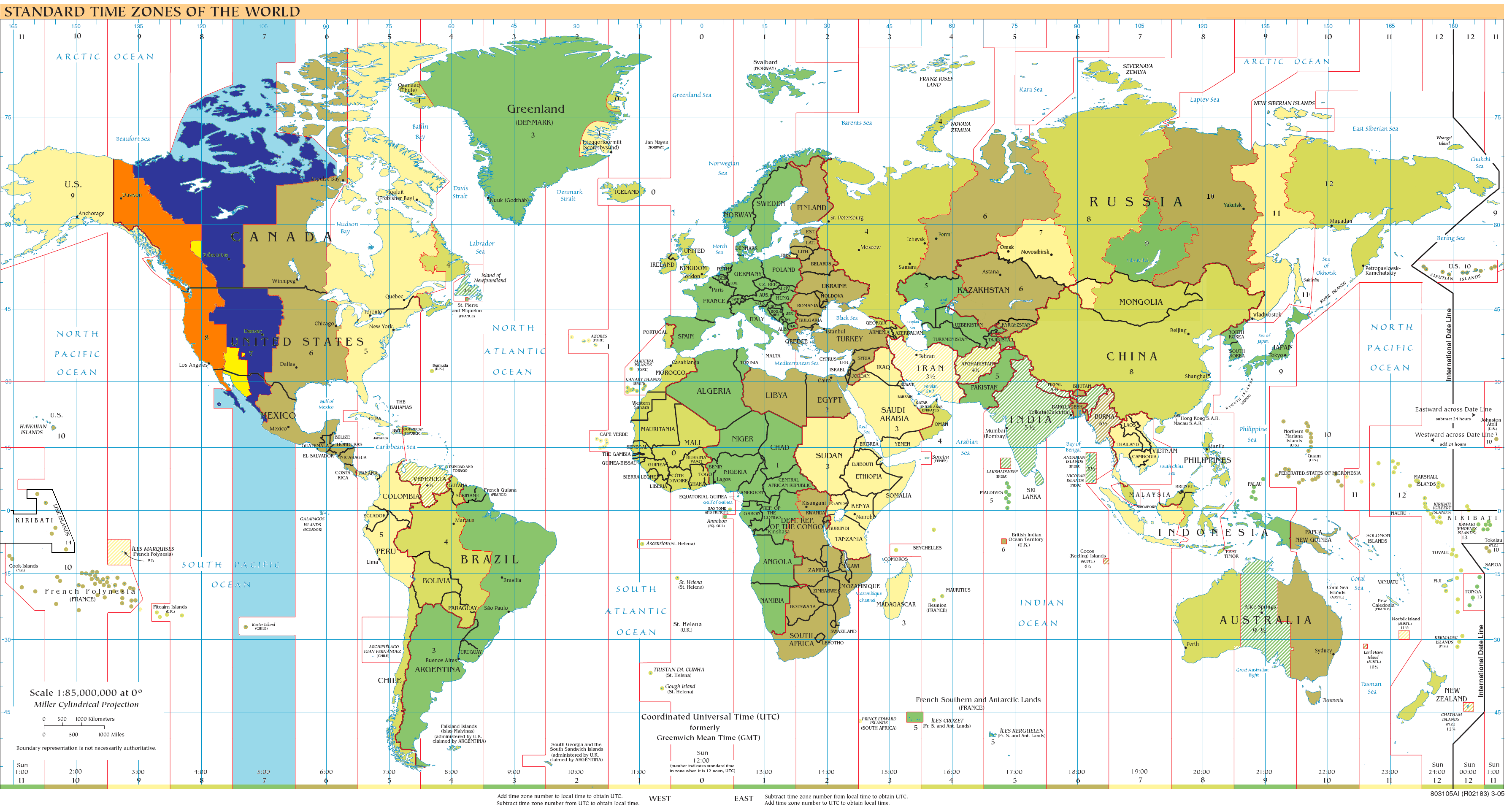
UTC-07 : 파란색 (1월), 주황색 (7월), 노란색 (연중), 밝은 청색 - 바다

UTC-07 시간대는 협정 세계시보다 7시간 늦은 시간대이다.

## 산악 표준 시간대 (북반구 겨울)
- 캐나다
  - 앨버타주
  - 브리티시컬럼비아주 남동부
  - 노스웨스트 준주 대부분
  - 누나부트 준주 서부
  - 서스캐처원주 로이드민스터와 주변 지역
- 미국
  - 아이다호주 (대부분, 남부)
  - 콜로라도주, 뉴멕시코주, 몬태나주, 유타주, 와이오밍주 전역
  - 애리조나주
  - 나바호 인디언 보호 구역
  - 캔자스주, 네브래스카주, 사우스다코타주, 텍사스주 서부
  - 노스다코타주 남서부
  - 오리건주, 네바다주 동부 일부분
- 멕시코
  - 바하칼리포르니아수르주
  - 치와와주
  - 나야리트주
  - 시날로아주 (1998년부터)

## 태평양 일광 절약 시간대 (북반구 여름)
- 캐나다
  - 브리티시컬럼비아주 대부분
  - 유콘 준주 대부분
- 미국
  - 캘리포니아주, 워싱턴주 전역
  - 네바다주, 오리건주 대부분
  - 아이다호주 북부
- 멕시코
  - 바하칼리포르니아주

## 표준 시간대 (1년 내내)
- 캐나다
  - 브리티시컬럼비아주의 피스강 구역
- 미국
  - 애리조나주 (나바호 인디언 보호 구역만 일광 절약 시간을 따른다.)
- 멕시코
  - 소노라주
  - 레비야히헤도 제도, 클라리온 섬은 제외

## 비교
| UTC-07 | 0  | 1  | 2  | 3  | 4  | 5  | 6  | 7  | 8        | 9        | 10       | 11       | 12       | 13       | 14       | 15       | 16       | 17       | 18        | 19        | 20        | 21        | 22        | 23        |
| ------ | -- | -- | -- | -- | -- | -- | -- | -- | -------- | -------- | -------- | -------- | -------- | -------- | -------- | -------- | -------- | -------- | --------- | --------- | --------- | --------- | --------- | --------- |
| UTC    | 7  | 8  | 9  | 10 | 11 | 12 | 13 | 14 | 15       | 16       | 17       | 18       | 19       | 20       | 21       | 22       | 23       | 다음날 0 | 다음날 1  | 다음날 2  | 다음날 3  | 다음날 4  | 다음날 5  | 다음날 6  |
| KST    | 16 | 17 | 18 | 19 | 20 | 21 | 22 | 23 | 다음날 0 | 다음날 1 | 다음날 2 | 다음날 3 | 다음날 4 | 다음날 5 | 다음날 6 | 다음날 7 | 다음날 8 | 다음날 9 | 다음날 10 | 다음날 11 | 다음날 12 | 다음날 13 | 다음날 14 | 다음날 15 |